# Nikolai Novosjolov
Nikolai Novosjolov –en ruso, Николай Новосёлов– (Haapsalu, 9 de junio de 1980) es un deportista estonio que compite en esgrima, especialista en la modalidad de espada.
Ganó cuatro medallas en el Campeonato Mundial de Esgrima entre los años 2001 y 2017, y cuatro medallas en el Campeonato Europeo de Esgrima entre los años 2012 y 2018.
Participó en cuatro Juegos Olímpicos de Verano, entre los años 2000 y 2016, ocupando el octavo lugar en Río de Janeiro 2016, en la prueba individual.

## Palmarés internacional
| Campeonato Mundial | Campeonato Mundial | Campeonato Mundial | Campeonato Mundial |
| Año                | Lugar              | Medalla            | Prueba             |
| ------------------ | ------------------ | ------------------ | ------------------ |
| 2001               | Nimes (Francia)    | Medalla de plata   | Espada por equipos |
| 2010               | París (Francia)    | Medalla de oro     | Espada individual  |
| 2013               | Budapest (Hungría) | Medalla de oro     | Espada individual  |
| 2017               | Leipzig (Alemania) | Medalla de plata   | Espada individual  |
| Campeonato Europeo |                    |                    |                    |
| Año                | Lugar              | Medalla            | Prueba             |
| 2012               | Legnano (Italia)   | Medalla de plata   | Espada individual  |
| 2015               | Montreux (Suiza)   | Medalla de plata   | Espada por equipos |
| 2017               | Tiflis (Georgia)   | Medalla de bronce  | Espada individual  |
| 2018               | Novi Sad (Serbia)  | Medalla de plata   | Espada individual  |